# Blepharodera ciliata
Blepharodera ciliata är en kackerlacksart som beskrevs av Hermann Burmeister 1838. Blepharodera ciliata ingår i släktet Blepharodera och familjen jättekackerlackor. Inga underarter finns listade.